# クライスト・カレッジ (カンタベリー)
クライスト･カレッジ･カンタベリー（カンタベリー･クライスト高等学校、 Christ's College, Canterbury, 略称：CCC）は、ニュージーランド南島クライストチャーチに所在する私立男子中等学校。

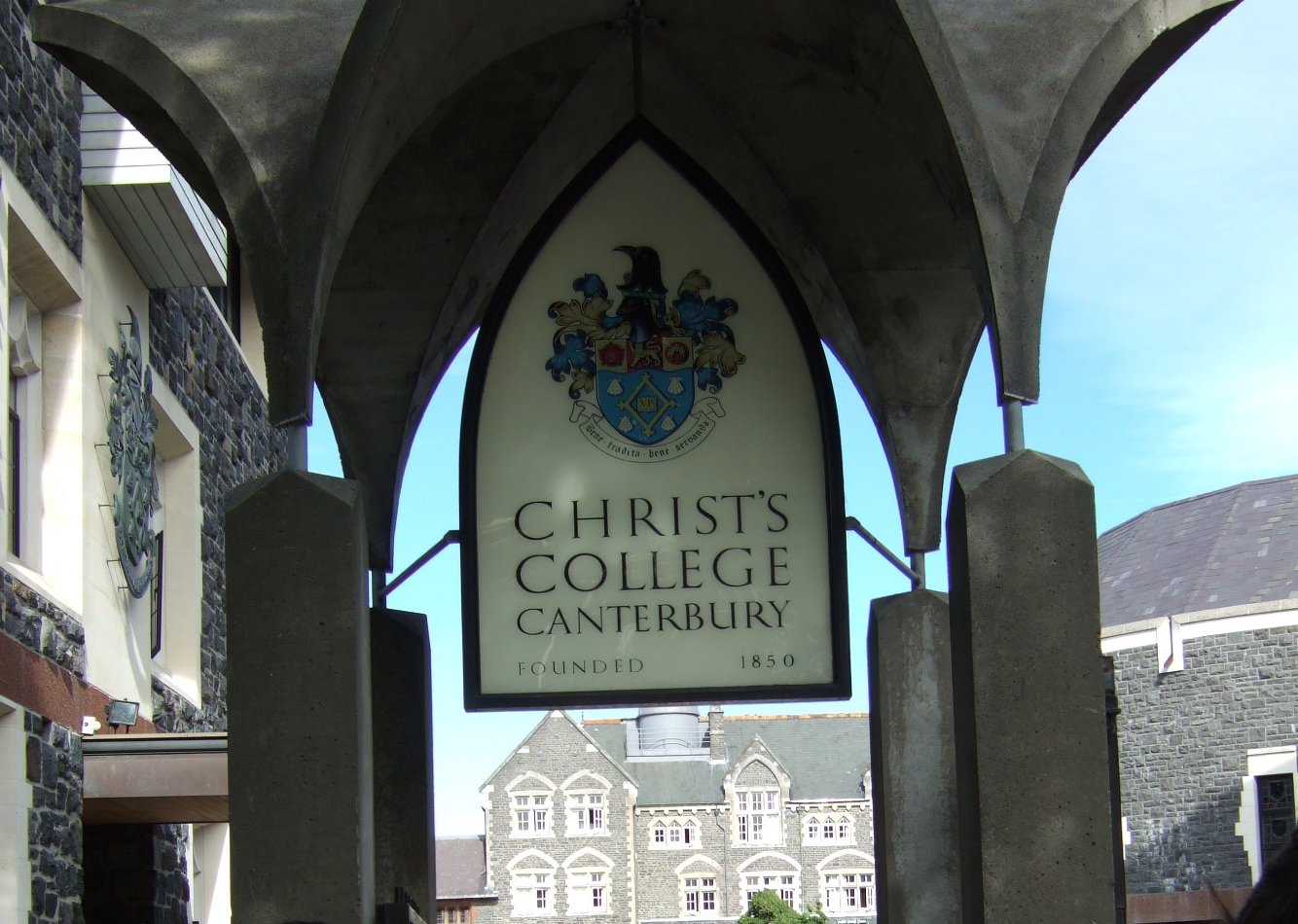
クライスト・カレッジ正門入口

## 歴史

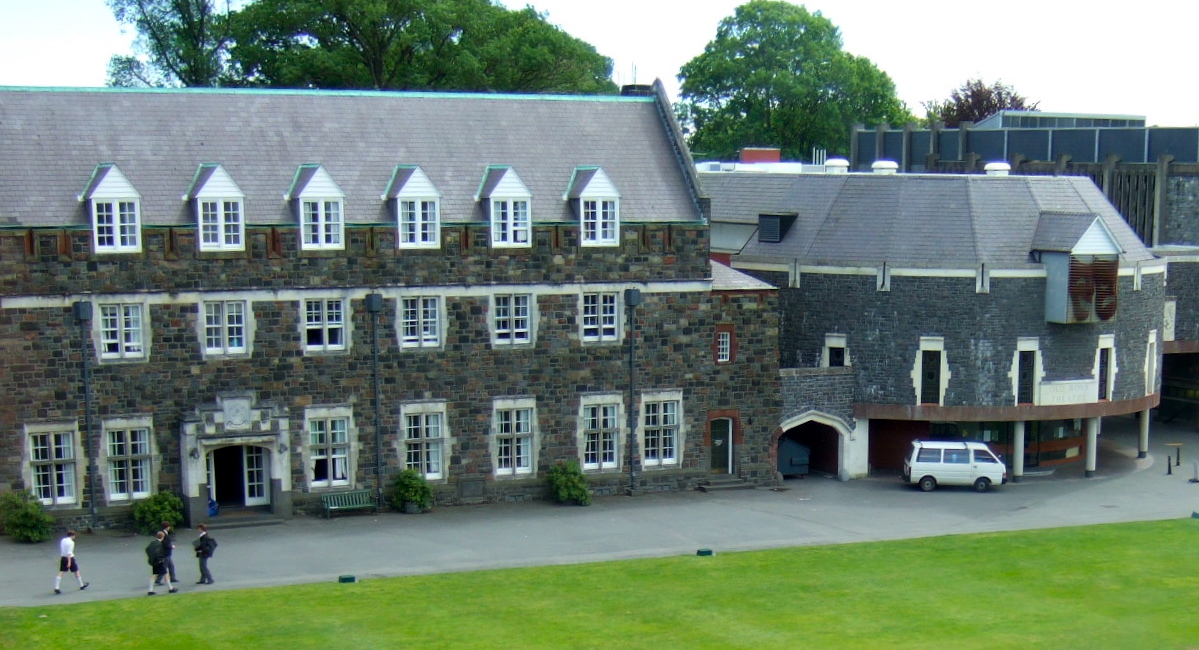
校舎と中庭

イギリスからの移住者のための私立学校として1850年にリトルトンに開校。イートン・カレッジをモデルに設立された。1856年に現在の校舎が所在するクライストチャーチ・シティ・センター西側のロールストン通りへ移転。
生徒数は639名（2018年7月1日付）。そのうち約1/3は寄宿生である。
黒と白の縦縞模様が特徴的な学生服（夏用）を着用する。冬用学生服は黒のスーツタイプ。

## 校風

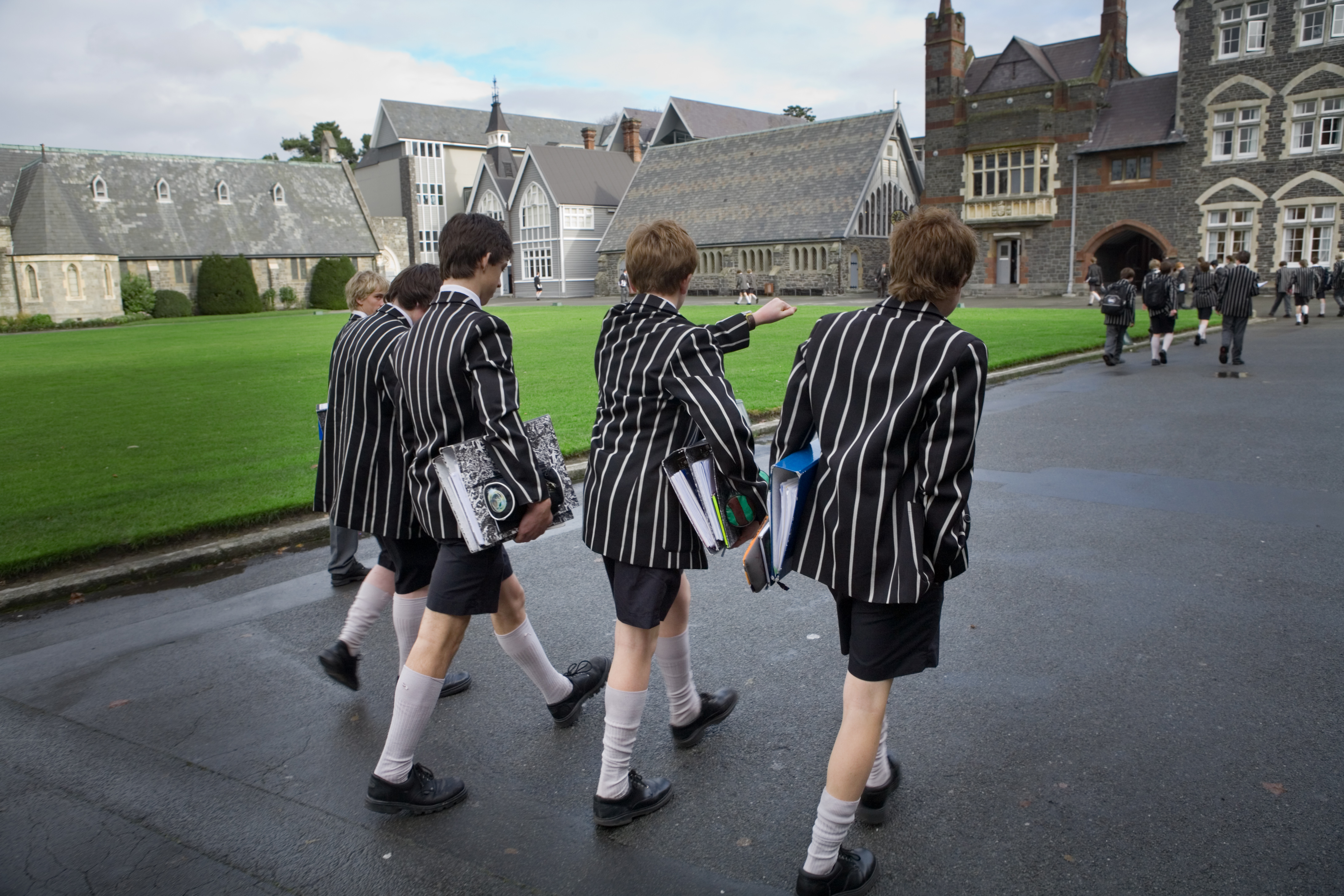
黒と白の縦縞模様の学生服を着用する生徒

イングランド国教会の信仰を持つ学校であり、ニュージーランドのキリスト教系学校の中では最も古い私立学校である。「ニュージーランド・ポリネシア・アオテアロア・アングリカン教会」に所属している。
全生徒へ神学教育が行われる。1867年設立の教会を学内に所有し、ニュージーランド・ポリネシア・アオテアロア・アングリカン教会から専任牧師が派遣されている。毎週月曜と金曜に礼拝が行われ、日曜礼拝へは生徒の家族も参列が認められる。教会に所属する聖歌隊員は約100名。聖歌隊は礼拝への参加の他、国内外の合唱コンクールへの参加多数。
理事会は会長の他、フェローと呼ばれる評議員、聖職長（クライストチャーチ・アングリカン教会主教が兼任）、会計責任 兼 理事会付秘書で構成される。
教員組織は学校長の他、副校長、主幹教諭（2名）、聖職者、カウンセラー、一般教諭で構成される。
ニュージーランド国内においてはスポーツ強豪校の一校として知られ、公立の名門校クライストチャーチ男子高等学校とはライバル校関係にある。
国際交流を目的に留学生を若干名受け入れているが、その多くは日本を含むアジアから留学生である。
文武両道に徹底し、学力、スポーツ、芸術領域において高水準の評価を目的としている。卒業生のほぼ全員が大学へ進学する。
校内に博士号を持つ教員が数名在籍し生徒指導を担当している。
学力・学費は非常に高く、祖父、父と三世代続けて同校の卒業生が多い。
同窓会活動が活発でクライストチャーチ本部の他、ニュージーランド国内の主要都市（10箇所）、オーストラリア（クイーンズランド州、ビクトリア州、ニューサウスウェールズ州）、イギリス（ロンドン）に支部を持つ。
オックスブリッジのカレッジ制を採用しており、全生徒と教員はハウスと呼ばれる寮に所属する。ハウスは通学者用に6つ、寄宿生用に4つ存在し、それぞれのハウスには生徒の生活支援を担当する専任職員と寮長が存在する。1つのハウスの定員は約60名。
1980年代までは土曜午前中も授業が行われていたが、現在はスポーツや演習、補講などが行われている。
春夏季限定で有料制の学校見学ツアーを開催している。元教員、元生徒がガイドを務め、学校の歴史や石造校舎の歴史を解説する。

## 国際交流
- 甲南中学校・高等学校（日本、兵庫県）

## 著名な卒業生

### 学術
- ポール・ウィルソン（犯罪学者、ボンド大学教授）
- マーレイ・ウェルズ（会計学者、シドニー大学名誉教授）
- ジョン・マクミラン（経営学者、スタンフォード大学大学院教授）

### 政治家
- マイケル・カレン

### 軍人
- エドガー・ジェームズ・ケイン

### ビジネス
- リチャード・エバンス（アートマネージャー、シドニー・オペラハウス最高経営責任者（CEO））

### 芸術
- ミルズ・ウォーレン（建築家）
- マイケル・ファウラー（建築家、元ウェリントン市長）

### 俳優
- サム・ニール

### スポーツ選手
- ロビー・ディーンズ（ラグビー指導者、元ラグビー選手、オールブラックス5キャプ、ラグビーオーストラリア代表ヘッドコーチ）
- ブルース・ディーンズ（元ラグビー選手（オールブラックス10キャップ）、ロビー・ディーンズの弟）
- サイモン・メイリング（ラグビー選手、オールブラックス11キャップ）
- ジョック・ホブス（元ラグビー選手、オールブラックス21キャップ、ニュージーランドラグビー協会会長）
- ジョン・ライト（元クリケット選手）